# Rótula do Papa
A Rótula do Papa é uma rotatória localizada em Porto Alegre, entre a Avenida Érico Veríssimo e a Rua José de Alencar. Foi nomeada em homenagem ao papa João Paulo II, que fez uma visita na cidade em julho de 1980 e celebrou uma missa no local.

## História
No ano de 1980, o papa João Paulo II fez visitas a diversas cidades do Brasil. Na sua visita a Porto Alegre, chegou na cidade às 17h35min do dia 4 de julho de 1980. Nessa visita, além de tomar chimarrão, brincava com o povo gaúcho que gritava: "Ucho, ucho, ucho, o papa é gaúcho!".

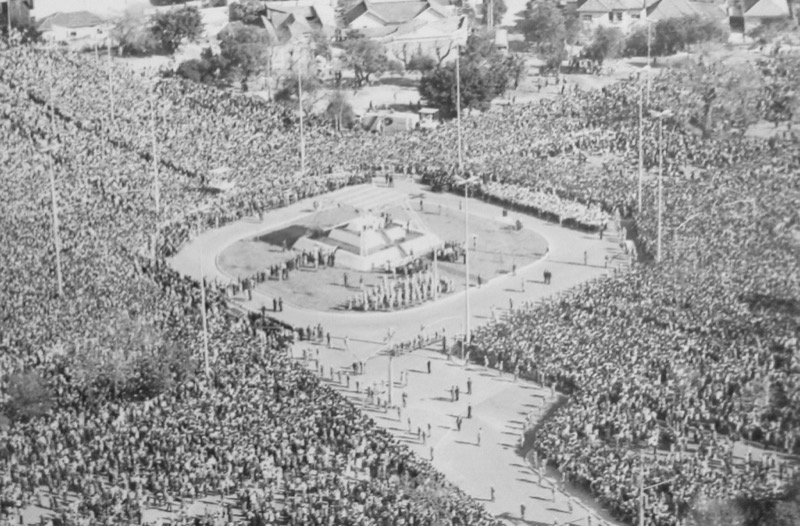
Missa pela qual a Rótula do Papa recebe seu nome, realizada em 1980 pelo papa João Paulo II.

No dia seguinte à sua chegada, 5 de julho, celebrou uma missa na rotatória entre a Avenida Érico Veríssimo e a Rua José de Alencar, próxima do Estádio Olímpico. A missa foi realizada para cerca de 300 mil pessoas, sobre um tema relacionado a vocações. A rotatória ficou então conhecida como Rótula do Papa, com a área do seu entorno denominada por Esplanada Vaticana.

## Monumento
Um ano após a visita inicial do papa João Paulo II, em julho de 1981, foi inaugurado na rotatória um monumento de concreto de autoria de José Antônio Russo. O monumento representa um grupo de pessoas sustentando uma cruz.

## Eventos

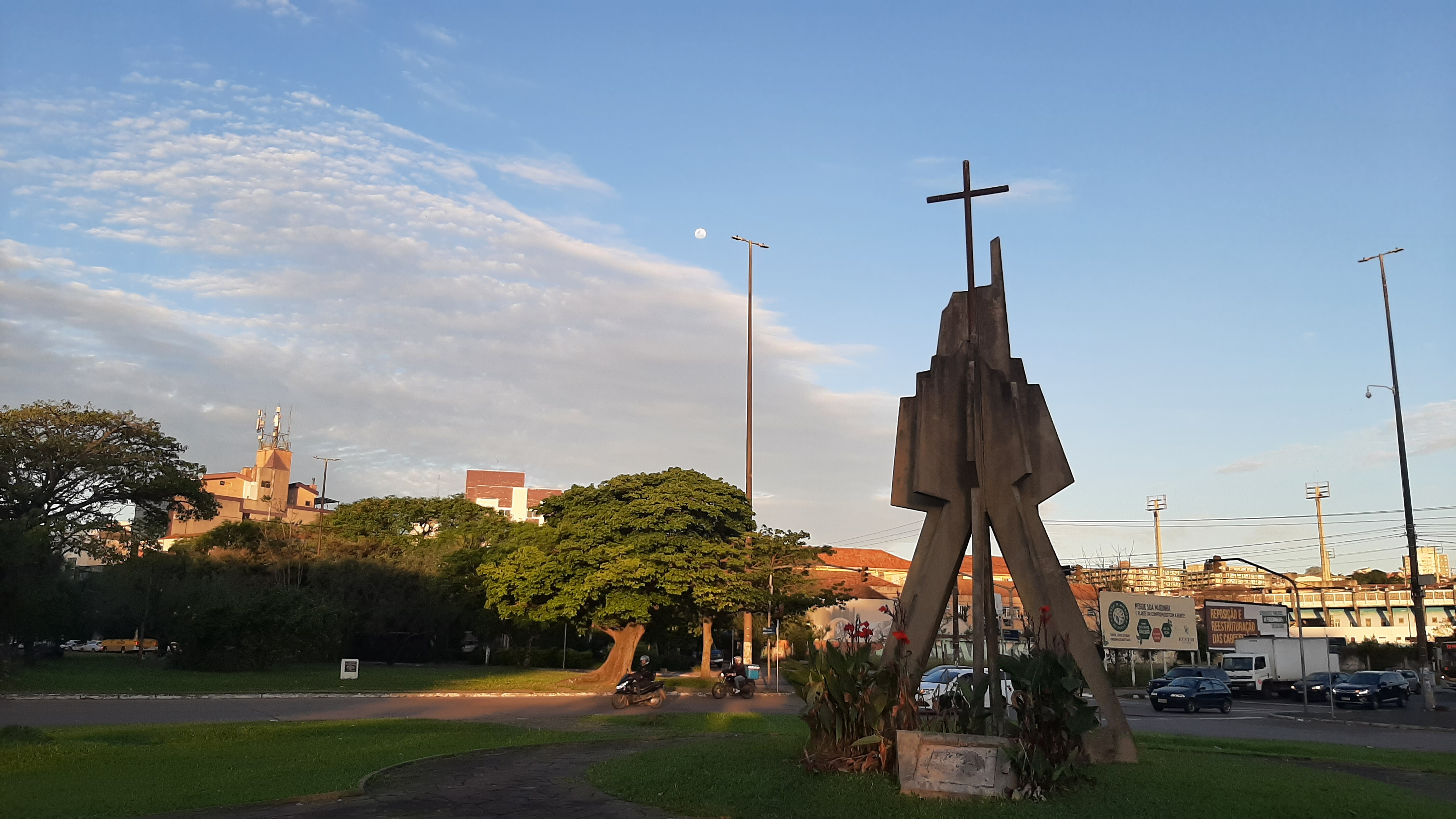
Vista da Rótula do Papa e seu monumento

Em 10 de abril de 2005, no segundo domingo após a morte do papa João Paulo II, a Prefeitura de Porto Alegre organizou a infraestrutura para a realização de uma missa na Rótula do Papa em homenagem a João Paulo II. Para a ocasião, a Secretaria Municipal do Meio Ambiente plantou diversas mudas de flores, sendo quase 4 mil delas tagetes amarelas, simbolizando a bandeira do Vaticano, e hemigrafes formando uma tarja preta simbolizando o luto.
A romaria da Festa de Nossa Senhora Medianeira em 2018, realizada pela paróquia homônima, partiu da Rótula do Papa e seguiu até a igreja da paróquia, finalizando com uma missa e um almoço comunitário.